# Sally Kehoe

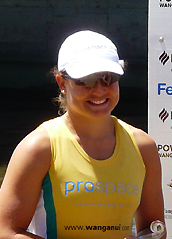
Sally Kehoe, 2009

Sally Kehoe (* 29. September 1986 in Toowoomba) ist eine ehemalige australische Ruderin.

## Karriere
Sally Kehoe siegte bei den Junioren-Weltmeisterschaften 2003 zusammen mit Tara Kelly im Doppelzweier, 2004 gewann sie den Wettbewerb im Einer. Ebenfalls 2004 belegte sie im Einer den zweiten Platz bei den U23-Weltmeisterschaften hinter der Deutschen Magdalena Schmude. 2005 trat Sally Kehoe in der Erwachsenenklasse zusammen mit Amber Bradley im Doppelzweier an. Bei den Weltmeisterschaften in Gifu gewannen die beiden die Bronzemedaille. 2006 wechselte Kehoe in den Doppelvierer, der in der Besetzung Catriona Sens, Sonia Mills, Dana Faletic und Sally Kehoe die Silbermedaille bei den Weltmeisterschaften in Eton erkämpfte. 2007 wechselte Sally Kehoe vom Skullrudern zum Riemenrudern, bei den Weltmeisterschaften in München belegte sie mit dem Achter den vierten Platz, im Jahr darauf belegte Sally Kehoe mit dem australischen Achter den sechsten Platz bei den Olympischen Spielen in Peking.
2009 kehrte Kehoe in den Doppelzweier zurück und belegte mit Philippa Savage den vierten Platz bei den Weltmeisterschaften in Posen. 2010 fanden die Weltmeisterschaften auf dem Lake Karapiro in Neuseeland statt. Im Doppelvierer der Frauen gewannen drei europäische Boote die Medaillen, dahinter belegten Kelly Hore, Brooke Pratley, Kim Crow und Sally Kehoe den vierten Platz. Im Jahr darauf bei den Weltmeisterschaften 2011 in Bled belegte der australische Doppelvierer erneut den vierten Platz, diesmal in der Besetzung Amy Clay, Sarah Cook, Brooke Pratley und Sally Kehoe. Bei ihrer zweiten Olympiateilnahme 2012 in Eton ruderte Sally Kehoe wieder im australischen Achter und belegte wie vier Jahre zuvor den sechsten Platz.
Nach einem Jahr Pause kehrte Sally Kehoe 2014 auf die Regattastrecken zurück und gewann zusammen mit Olympia Aldersey die Bronzemedaille bei den Weltmeisterschaften in Amsterdam, nachdem die beiden im Halbfinale eine Weltbestzeit für den Doppelzweier aufgestellt hatten. Ein Jahr später belegten Aldersey und Kehoe bei den Weltmeisterschaften 2015 auf dem Lac d’Aiguebelette den zehnten Platz. Bei den Olympischen Spielen 2016 ruderte Kehoe zusammen mit Genevieve Horton auf den neunten Platz.
Die 1,71 m große Sally Kehoe studierte in Brisbane an der University of Queensland Wirtschaft und internationales Finanzwesen und wechselte dann nach Sydney, sie ruderte für den Sydney University Boat Club.